# Салахов, Анас Салахович
Анас Салахович Салахов (1 сентября 1923 — 24 августа 2020) — татарский, советский педагог. Народный учитель СССР (1980).

## Биография
Анас Салахов родился 1 сентября 1923 года в селе Измери (ныне в Спасском районе Татарстана).
В 7 лет стал хромать — эта хромота сохранилась на всю жизнь. В 12 лет остался круглой сиротой. Несмотря на трудности, учился на отлично и в 16 лет поступил в Спасское педагогическое училище.
После учёбы работал директором школы в селе Ямбухтино. В августе 1944 года стал директором своей родной Измерской школы. Здесь проработал 18 лет, одновременно преподавая историю. Под его руководством было построено новое учебное здание школы, дома для учителей, интернат для школьников на 350 мест, был разбит фруктовый сад на 3 гектара, организовано большое подсобное хозяйство, где выращивали и свиней, и цыплят, а также обрабатывалось около 80 гектаров земли.
В начале пятидесятых годов официально стал историком, экстерном окончив Казанский педагогический институт.
В 1961 году был переведён в Казань руководить школой № 68. Затем ещё работал в нескольких казанских школах, в том числе в средней школы №55 (1970—1988).
В 1988 году ушёл на пенсию. Однако усидеть дома не мог и стал трудиться педагогом дополнительного образования в 13-й школе-гимназии, вплоть до 2002 года.
Общий педагогический стаж — 60 лет.
Женат, имел двух сыновей.
Скончался 24 августа 2020 года.

## Звания и награды
- Заслуженный учитель школы Татарской АССР (1959)
- Заслуженный учитель школы РСФСР (1974)
- Народный учитель СССР (1980)
- Орден «Знак Почёта»
- Медали
- Нагрудный значок «Отличник народного просвещения РСФСР» (1949)